# Mometazon
Mometazon – organiczny związek chemiczny, syntetyczny glikokortykosteroid stosowany głównie w terapii alergicznych nieżytów nosa oraz chorób zapalnych skóry przebiegających ze świądem. Stosowany zwykle jako ester kwasu 2-furanokarboksylowego (2-furanowego, pirośluzowego), czyli jako furanian mometazonu.
Wprowadzony na rynek przez koncern Schering-Plough Europe.

## Mechanizm działania
Mometazon działa silnie przeciwzapalnie, przeciwświądowo i obkurczająco na naczynia krwionośne.
Hamuje wydzielanie leukotrienów z leukocytów u pacjentów z alergią.
W testach in vitro furoinian mometazonu wykazywał wysoki stopień hamowania syntezy i uwalniania TNF-α, IL-1, IL-5, IL-6. Jest on także silnym inhibitorem produkcji cytokin Th2, IL-4, IL-5 przez ludzkie limfocyty T CD4+.
Po podaniu wziewnym lub donosowym furoinian mometazonu charakteryzuje się bardzo niską biodostępnością (< 0,1%) i na ogół nie jest wykrywany w osoczu. Niewielka ilość substancji, która może zostać połknięta i wchłonięta, w dużym stopniu ulega metabolizmowi pierwszego przejścia przez wątrobę, a następnie jest wydalana z moczem i żółcią.
Po podaniu miejscowym, po 8-godzinnym kontakcie mometazonu ze skórą, do krwiobiegu wchłania się około 0,7% furoinianu mometazonu.

## Wskazania
Lek jest stosowany w terapii alergicznych nieżytów nosa, zapalenia zatok, polipów nosa, a także, jako postać wziewna, w leczeniu astmy oskrzelowej. Jest stosowany również miejscowo w chorobach skórnych wrażliwych na działanie sterydów (m.in. łuszczycy, atopowym zapaleniu skóry), w sytuacjach, w których istnieją wskazania do stosowania glikokortykosteroidów.

## Dawkowanie
Alergiczne zapalenia błony śluzowej nosa – całkowita dawka dobowa 200 mikrogramów (w leczeniu podtrzymującym 100 µg). Może być podawany donosowo, wziewnie lub miejscowo na skórę.
Polipy nosa – całkowita dawka dobowa 200 mikrogramów (maksymalnie 400 µg).
Astma oskrzelowa – 400 µg raz dziennie (najlepiej wieczorem).
W schorzeniach skórnych – na zmienione chorobowo obszary skóry preparaty mometazonu nakłada się raz dziennie cienką warstwą.

## Preparaty
wziewne
- Asmanex (Schering-Plough Europe)
- Asmanex Twisthler (Schering-Plough Europe)

donosowe
- Nasonex (Schering-Plough Europe)
- Nasometin (Sandoz)
- Momester (Polpharma)
- Pronasal (Teva pharmaceuticals)
- Metmin (Adamed)

 do stosowania miejscowego
- Elocom (Schering-Plough Europe)
- Elosone (Blau Farma)
- Momederm (Jelfa)
- Momarid (Nepentes)
- Momecutan (Sun-Farm)

preparaty złożone
- Elosalic – furoinian mometazonu z kwasem salicylowym (Schering-Plough Europe)